# محاکمه غیابی
محاکمه غیابی (انگلیسی: Trial in absentia) نوعی از محاکمه است که در طی آن متهم بدون حضوری فیزیک مورد محاکمه قرار می‌گیرد. در سیستم‌های حقوقی مدنی حضور وکیل متهم در حین محاکمه الزامی است، گرچه در برخی از کشورها چنین نیست.

## در ایران
محاکمه غیابی یکی از اشکال رسیدگی به پرونده‌های کیفری و قضایی است که قانون‌گذار برای شرایطی که متهم یا خوانده در دادگاه حضور نمی‌یابد، تعریف کرده‌است. در قضاوت اصل شنیدن اظهارات طرفین و سپس صدور حکم می‌باشد. حضور طرفین در جلسه دادگاه و استماع اظهارات شفاهی آنان و حتی بحث و مناظره اصحاب دعوا، به قاضی برای کشف حقیقت و رسیدن به واقع کمک می‌کند؛ بنابراین، تا آنجا که مقدور باشد باید بر اصل مذکور پافشاری شود.